# عين أجري (إشلواطن)
عين أجري هو دُوَّار يقع بجماعة إغزران، إقليم صفرو، جهة فاس مكناس في المملكة المغربية. ينتمي الدوّار لمشيخة إشلواطن التي تضم 9 دواوير. يقدر عدد سكانه بـ 247 نسمة حسب الإحصاء الرسمي للسكان والسكنى لسنة 2004.

## روابط خارجية
- البوابة الوطنية للجماعات الترابية نسخة محفوظة 12 مارس 2018 على موقع واي باك مشين.
- المندوبية السامية للتخطيط